# طوماش كوبيك
طوماش كوبيك (بالتشيكية: Tomáš Koubek)‏ هو لاعب كرة قدم تشيكي في مركز حراسة المرمى، ولد في 26 أغسطس 1992 في هرادتس كرالوفه في جمهورية التشيك. شارك مع منتخب التشيك تحت 19 سنة لكرة القدم ومنتخب جمهورية التشيك تحت 21 سنة لكرة القدم ومنتخب جمهورية التشيك لكرة القدم. أما مع النوادي، فقد لعب مع سبارتا براغ وستاد رين ونادي آوغسبورغ ونادي سلوفان ليبيريتس ونادي هراتس كرالوفه.

## وصلات خارجية
- طوماش كوبيك على موقع الاتحاد الأوربي (الإنجليزية)
- طوماش كوبيك على موقع الاتحاد التشيكي (الإنجليزية)
- طوماش كوبيك على موقع قاعدة بيانات كرة القدم.إي يو (الإنجليزية)
- طوماش كوبيك على موقع ليكيب (الفرنسية)
- طوماش كوبيك على موقع ناشيونال فوتبول تيمز (الإنجليزية)
- طوماش كوبيك على موقع Soccerway.com (الإنجليزية)
- طوماش كوبيك على موقع عالم كرة القدم.نت (الإنجليزية)
- طوماش كوبيك على موقع AS.com (الإسبانية)